# Olga Wohlbrück
Olga Wohlbrück (de soltera, Hübner, 5 de julio de 1867 - 20 de julio de 1933) fue una actriz, directora y escritora austro-alemana. Se la considera la primera directora de cine en Alemania.

## Biografía
Olga Wohlbrück nació en Austria en 1867, hija de Olga y Max Wohlbrück; sus padres provenían de familias de actores. Wohlbrück pasó gran parte de su infancia en Rusia, yendo a la escuela femenina de Kiev, y desde los 10 años ya escribía cuentos en alemán, francés y ruso. Se trasladó a París y estudiar actuación con su abuela materna. En 1886 actuó por primera vez en el Théâtre National de l'Odéon.
En 1887 se casó en París con el escritor Maximillian Bern(stein), y la pareja se trasladó a Berlín un año después. Olga Wohlbrück desarrolló su talento como escritora en Berlín, pero siguió actuando como actriz invitada en el Freie Volksbühne, el Königliches Schauspielhaus y el Residenztheater.
Wohlbrück se convierte en directora del Teatro Fígaro y directora del Teatro de Berlín. Wohlbrück se convierte en directora del Teatro Fígaro y directora del Teatro de Berlín. Tuvo una floreciente carrera literaria, escribiendo novelas, cuentos y obras de teatro mientras continuaba trabajando como actriz en Berlín. En 1913, con el estreno de Ein Mädchen zu Verschenken (Regalar una muchacha), se convirtió en la primera directora alemana. Escribió otros guiones a lo largo de los años, pero esa fue la única vez que dirigió una película. Ese mismo año, escribió el guion de la película «Das goldene Bett» (dirigida por Walter Schmidthässler, 1913).
Se casó tres veces: primero con el escritor Maximilian Bern, en segundo lugar con el autor Leo Feld y en una tercera ocasión con el compositor Waldemar Wendland, y estaba emparentada con el actor austríaco Anton Walbrook (su primo segundo).

## Filmografía seleccionada
- Regalar una muchacha (1913, guion y dirección)
- El cinturón de oro (1913, guion)